# Lophiostoma juniperi
Lophiostoma juniperi är en svampart som tillhör divisionen sporsäcksvampar, och som beskrevs av Jean-Henri Casimir Fabre. Lophiostoma juniperi ingår i släktet Lophiostoma, och familjen Lophiostomataceae. Arten är reproducerande i Sverige.